# Liste der Mitglieder der Deutschen Akademie der Naturforscher Leopoldina/1839
Die Liste der Mitglieder der Deutschen Akademie der Naturforscher Leopoldina für 1839 enthält alle Personen, die im Jahr 1839 zum Mitglied ernannt wurden. Insgesamt gab es 8 neu gewählte Mitglieder.

## Mitglieder
| Nr.  | Name                                    | Beiname  | Geboren       | Aufnahme | Gestorben     | Bild                             | Datenbank |
| ---- | --------------------------------------- | -------- | ------------- | -------- | ------------- | -------------------------------- | --------- |
| 1464 | Ludwig Boehm                            | Brunner  | 22. Jan. 1811 | 3. Aug.  | 30. Juli 1869 |                                  | 2058      |
| 1465 | Ernst Albert Fritze                     | Commelyn | 22. Juli 1791 | 3. Aug.  | 13. Mai       |                                  | 2835      |
| 1466 | Franz Joseph Graf von Hochenwart        | Solmsius | 24. Mai 1771  | 3. Aug.  | 2. Aug. 1844  | Franz Joseph Graf von Hochenwart | 1925      |
| 1467 | Ferdinand Jahn                          | Gaubius  | 28. Mai 1804  | 3. Aug.  | 30. Mai 1859  |                                  | 3986      |
| 1468 | Friedrich Franz Wilhelm Junghuhn        | Kuhl     | 26. Okt. 1809 | 3. Aug.  | 24. Apr. 1864 | Friedrich Franz Wilhelm Junghuhn | 4024      |
| 1469 | Joachim Joseph Baron da Costa de Macedo | Clavigo  | 25. Apr. 1777 | 3. Aug.  | 15. März 1867 |                                  | 1682      |
| 1470 | Karl Friedrich Martins                  | Arion V. | 6. Jan. 1806  | 3. Aug.  | 4. Feb. 1889  |                                  | 5548      |
| 1471 | Johann Dominicus Nardo                  | Penada   | 4. März 1802  | 3. Aug.  | 7. Apr. 1877  | Giandomenico Nardo               | 5794      |
| 1471 | Philipp Barker-Webb                     | Pena     | 18. Juli 1793 | 3. Aug.  | 29. Aug. 1854 | Philipp Barker-Webb              | 1769      |

## Hinweis zu den Lebensdaten
In der Liste sind zunächst die Lebensdaten gemäß Archiv der Leopoldina aufgenommen. Diese beziehen sich auf die Angaben gem. Neigebaur (1860) und Ule (1889). Die Lebensdaten im Namensartikel können daher von den Lebensdaten in der Liste abweichen.